# Українські православні жіночі імена
Українські православні жіночі імена — список жіночих православних імен, прийнятих у сучасній українській православній традиції, за церковним календарем разом з їх значеннями, походженням та днями іменин.

## А
- Августа — мц.: 24 листопада — священна, велична (лат.)
- Агапія (Агафія, Гафія) — мц.: 5 лютого, 16 квітня, 28 грудня; блгв. кн.: 23 червня — любляча, добра (грец.)
- Агафоклія — мц.: 17 вересня — благославна (грец.)
- Агафоніка — мц.: 13 жовтня — благопереможна (грец.)
- Агнія — мц.: 21 січня непорочна, чиста (грец.)
- Агрипина (Горпина) — мц.: 23 червня  — Агрипова
- Акилина — мц.: 7 квітня , 13 червня  — орлина (грец.)
- Алевтина (Валентина) мц.: 16 липня .
- Алла — мц.: 26 березня — інша, друга, наступна (грец.)
- Анастасія — мц.: 15 квітня, 4 липня , 30 жовтня , 22 грудня; прмц.: 29 жовтня; прп.: 10 березня  — воскресіння (грец.)
- Анатолія — мц.: 20 березня — східна (грец.)
- Анджеліна — див. Ангеліна
- Ангеліна — прав.: 1 липня , 10 грудня — вісниця (грец.)
- Анимаїса (Анимаїда) — мц.: 26 березня
- Анісія (Онисія) — мц.: 30 грудня — користь, корисна (грец.)
- Анна (Ганна) — прор.: 3 лютого, 28 серпня, 9 грудня; прав.: 25 липня, 9 вересня, 9 грудня; мц.: 26 березня, 5 липня, 22 жовтня, 20 листопада; прп: 13 червня, 29 жовтня; блгв. кн.: 10 лютого, 12 червня, 2 жовтня — благодать
- Антоніна — мц.: 1 березня, 10 червня, 13 червня — набуток взамін (грец.)
- Анфіса — мц.: 27 серпня, 8 грудня; прп.: 27 липня — квітуча (грец.)
- Анфія — мц.: 15 грудня
- Анфуса — прп.: 12 квітня, 22 серпня — квітуча (грец.)
- Аполлінарія — прп.: 5 січня — спалююча, нищителька (грец.)
- Алфія — рівноап.: 19 лютого, 22 листопада
- Аріадна — мц.: 18 вересня — суворо зберігаюча подружню вірність (грец.)
- Артемія — мц.: 7 червня — здорова, неушкоджена (грец.)
- Архелая — прмц.: 6 червня — начальниця людей, народу (грец.)
- Аскитрея — мц.: 17 квітня — подвижниця (грец.)
- Аскліада мц. ; 15 вересня
- Аскліпіодота — мц.: 19 лютого, 15 вересня — дарунок
- Аскліпія (грец.)
- Афанасія — мц.: 31 січня, 6 листопада; прп.: 12 квітня, 9 жовтня — безсмертя (грец.)

## Б
- Барбара — див. Варвара
- Богдана (Даня, Данка, Дана) — див. Феодосія / Феодотія

## В
- Валентина — мц.: 10 лютого, 16 липня -сильна (лат.)
- Валерія — див. Калерія
- Варвара — вмц.: 4 грудня; прмц.: 29 січня, 5 липня — чужоземка (грец.)
- Василиса -мц.: 8 січня, 10 березня, 15 квітня, 16 квітня, 3 вересня — царствена (грец.)
- Васса — мц.: 23 червня, 21 серпня — улоговина
- Вєвєя — мц.: 15 жовтня — вірна (грец.)
- Віра — мц.: 17 вересня
- Вівєя (Фівєя) — мц.: 5 вересня — буде жити щастливо
- Віринея (Вероніка) — мц.: 4 жовтня — зелена, молода, свіжа, квітуча (лат.)
- Вікторія

## Г
- Гаафа — мц.: 26 березня
- Гаїанія — мц.: 30 вересня (грец.)
- Галина (Галя) — мц.: 10 березня, 16 квітня — спокій, тиша, штиль на морі, тиха погода (грец.)
- Галі — мц.: 10 березня — прекрасна (грец.)
- Ганна (Гануся) — див. Анна
- Гелена (Гелен) — див. Єлена
- Глафира — прав.: 26 квітня — струнка, елегантна (грец.)
- Гликерія — мц.: 13 травня, 22 жовтня; прав.: 13 травня — солодка (грец.)
- Голіндуха — мц.: 3 липня , 12 липня (перс.)

## Д
- Даня (Данна) — див. Богданна
- Дарина (Дарія) — мц.: 19 березня — сильна, перемагаюча (перс.)
- Джоанна (англ.) — див. Іоанна
- Джованна (італ.) — див. Іоанна
- Домна — мц.: 3 вересня, 28 грудня — пані, господиня (лат.)
- Домніка — мц.: 12 жовтня; прп.: 8 січня — Господня (лат.)
- Домніна — мц.: 20 березня, 4 жовтня; прп.: 1 березня — госпожа (лат.)
- Доротея (Дорофея, Дорота) — мц.: 6 лютого — дар Божий (грец.)
- Дросида — мц.: 22 березня — роса (грец.)
- Дукліда — мц.: 26 березня

## Е
- Елізабета (Елізабет, Лізбет) — див. Єлисавета
- Емілія — св.: 1 січня — суперниця, учасниця змагань (лат.)

## Є
- Єванфія — мц.: 11 вересня — благоквітна (грец.)
- Єввула — прав.: 30 березня — благосовісна (грец.)
- Євгенія — прмц.: 24 грудня — благородна (грец.)
- Євдокія — блгв. кн.: 26 червня; блж.: 23 червня; прмц.: 1 березня, 4 серпня; прп.: 17 травня, 7 липня — благовоління, добра слава (грец.)
- Євдоксія — мц.: 31 січня — доброславна (грец.)
- Євлалія — мц.: 22 серпня — доброречива (грец.)
- Євлампія — мц.: 10 жовтня — добросвітла (грец.)
- Євникія — мц.: 28 жовтня — благопереможна (грец.)
- Євпраксія — прп.: 12 січня, 25 липня — щастя, благоденство, добродіяння (грец.)
- Євсевія (Ксенія) — прп.: 24 січня — благочестива (грец.)
- Євстолія — прп.: 9 листопада — добре одягнена (грец.)
- Євтропія — мц.: 30 жовтня — доброзвичайна (грец.)
- Євфалія — мц.: 2 березня — доброцвітна (грец.)
- Євфимія (Юхимія) — мц.: 20 березня, 11 липня, 16 вересня — благочестива, чистота (грец.)
- Євфрасія — мц.: 19 січня, 20 березня, 18 травня — красномовна (грец.)
- Єфросинія (Фрося) — мц.: 6 листопада; прп.: 15 лютого, 17 травня, 23 травня, 23 червня, 25 червня, 7 липня, 28 серпня, 25 вересня — радість, веселощі (грец.).
- Єкатерина — див. Катерина
- Єлена — див. Олена
- Єликонида — мц.: 28 травня
- Єлисавета (Єлисавефа, Елізабет) — прав.: 5 вересня; мц.: 22 жовтня; прмц.: 29 січня, 5 липня; прп.: 24 квітня — та, що шанує Бога (евр)
- Єнафа — мц.: 10 лютого
- Єпистимія — мц.: 5 листопада — знаюча, знання, уміння (грец.)
- Єпихарія — мц.: 27 вересня — радіюча (грец.)
- Єрміонія — мц.: 4 вересня — з'єднуюча (грец.)
- Єротиїда — мц.: 27 жовтня — люб'язна (грец.)

## Ж
- Жанна — див. Іоанна
- Женя — див. Євгенія

## З
- Зінаїда (Зіна) — мц.: 11 жовтня — божественна (грец.)
- Зіновія (Зеня, Дзеня) — мц.: 30 жовтня (грец.)
- Злата — див. Хриса
- Зоя — мц.: 2 травня, 18 грудня; прп.: 13 лютого — життя (грец.)
- Зузанна — див. Сосанна

## I
- Іванка — див. Іоанна
- Іванна — див. Іоанна
- Іларія — мц.: 19 березня — весела, радісна, ясна (грец.)
- Іоанна (Іванна, Яна, Іванка) — прав.: 27 червня — Божа благодать (д.-євр.)
- Іраїда — мц.: 5 березня, 23 вересня — бажана дочка (грец.)
- Ірина — вмц.: 5 травня; мц.: 16 квітня, 18 вересня; прав.: 13 травня, 23 червня — мир, спокій
- Ісидора(грец.) — блж.: 10 травня — ісиди дарунок (грец.)
- Іга - 11 березня - духовна
- Іля - 16 березня - кмітлива
- Ія — мц.: 11 вересня — фіалка (грец.)

## Й
- Йовілла — мц.: 16 січня
- Йордана - 19 грудня

## К
- Каздоя — мц.: вересня 29
- Калерія (Валерія) — мц. червня 7 добра, гарна; сильна, здорова, міцна (лат.)
- Каліса — мц.: квітня 16 найкраща (грец.)
- Каліста — мц.: лютого 6, вересня 1 найкраща, найвродливіша (грец.)
- Калісфенія — мц.: жовтня 4 з добрими силами (грец.)
- Капитолина — мц.: жовтня 27 капітолійська
- Касинія — мц.: листопада 7 — служниця (лат.)
- Катерина — вмц.: листопада 24 завжди чиста, чистота (грец.)
- Керкира — мц.: квітня 28
- Кетеван — вмц.: вересня 13 (груз.)
- Кикилія (Цецилія) — мц.: листопада 22 сліпа (лат.)
- Кира — прп.: лютого 28 пані, володарка (лат.)
- Кириакія — мц.: березня 20, червня 7, липня 7 господська (грец.)
- Кириєна — мц.: листопада 1 пануюча (грец.)
- Кирила — мц.: липня 5 сонце (перс.); пані, володарка
- Клавдія (Клава) — мц.: березня 20, травня 18, листопада 6, грудня 24 кульгава (лат.)
- Клаудія — див. Клавдія
- Клеопатра — прав.: жовтня 19 дочка славного батька (грец.)
- Конкордія — мц.'. серпня 13 згода (лат.)
- Крискентія — мц.: травня 16, червня 15 зростаюча (лат.)
- Кристина (Крістіна, Крістін) — див. Христина
- Ксанфипа (Ксантипа) — прп.: вересня 23 руда кобила (грец.)
- Ксенія (Євсевія) — прп.: січня 24; блж.: січня 24 чужа, чужоземка, мандрівниця (грец.)

## Л
- Лариса — мц.: березня 26 чайка (грец.)
- Лєна — див. Олена
- Леоніла — мц.: січня 16 левиця (грец.)
- Лідія (Ліда) — мц.: березня 23 родом з Лідії (в Малій Азії)
- Ліза (Ліз) — див. Єлисавета
- Лукина — мц.: червня 7 світла (лат.)
- Лукія — мц.: липня 6, грудня 13 світла (лат.)
- Любов (Люба) — мц.: вересня 17
- Людмила (Люда) — мц.'. вересня 16 людям мила (слов.)

## М
- Магда — див. Марія Магдалина мироносиця
- Магдалина — див. Марія Магдалина миронисиця
- Мавра — мц.: травня 3; прп.: жовтня 31 темна, що затемнює, позбавляє блиску (грец.)
- Мадлен (Мадлена) — див. Марія Магдалина миронисиця
- Макрина (Мокрина) — прп.: липня 19 худа (лат.); довга, далека, висока (грец.)
- Мамелфа — мц.: жовтня 5
- Маміка — мц.: березня 26
- Манефа — мц.: листопада 13 надана частка (євр.)
- Маргарита (Марина) — вмц.: липня 17 -перлина (грец.)
- Марина — прп.: лютого 28 морська (лат.)
- Маріамна — прав.: лютого 17
- Маріонила — мц.: січня 8
- Марічка — див. Марія
- Марія — мироносиця: липня 22; мц.: лютого 6, червня 7, 9, липня 4, 12, серпня 9; блж.: жовтня 29; прп.:січня 18, 26, лютого 12, квітня 1, червня 23, липня 6, вересня 28; блгв. кн.: червня 23 господиня (д.-євр.)
- Марта — прав.: червня 4, вересня 1; мц.: лютого 6, червня 9, липня 6; прп.: червня 23, липня 4 пані, господиня (арам.)
- Маруся — див. Марія
- Марфа — див. Марта
- Мастридія — прп.: листопада 24 дослідниця (грец.)
- Матрона (Мотрона) — мц.: березня 20, 27, травня 18, листопада 6; прп.: листопада 9 поважна, вельможна [одружена жінка] (лат.)
- Меланія — прп.: грудня 31 чорна (грец.)
- Мелитіна — мц.: вересня 16 медова (грец.)
- Мері — див. Марія
- Міля — див. Емілія
- Міріам (Мір'ям) — див. Марія
- Миліца — прав.: липня 19 (серб.)
- Минодора — мц.: вересня 10 дарунок місяця (грец.)
- Миропія — мц.: грудня 2 та, що виготовляє миро (грец.)
- Митродора — мц.'. вересня 10 материн дарунок (грец.)
- Моїко — мц.: березня 26
- Муза — прав.: травня 16

## Н
- Надія — мц.: вересня 17
- Настя — див. Анастасія
- Наталія — мц.: серпня 26 рідна (лат.)
- Неоніла — мц.: жовтня 28 нова, молода (грец.)
- Ніка — мц.: березня 10, квітня 16 перемога (грец.)
- Німфодора — мц.: вересня 10 дарунок німфи (грец.)
- Ніна — св.: січня 14
- Нонна — прав.'. серпня 5 Богу посвячена (єгип.); дев'ята (лат.)
- Нунехія — мц.: березня 10, квітня 16 розумна (грец.)

## О
- Оксана (Оксанка, Оксаночка, Сяня) — див. Ксенія
- Омеля — див. Емілія
- Омеляна — див. Емілія
- Олександра — мц.: березня 20, квітня 23, травня 18, листопада 6 захисниця мужів (грец.)
- Олена — рівноап. цариця: травня 21; мц.: травня 26; блгв. кн.: липня 11; прав.: жовтня 30 сонячне світло; смолоскип (грец.)
- Олімпіада — прав.'. липня 25 оспівуюча небо (грец.)
- Ольга — рівноап.: липня 11, мц.: липня 4 свята (від ст.-сканд. Helga — свята)
- Онися (Онисія) — див. Анисія
- Опанасія (Панаска) — див. Афанасія

## П
- Павла (Паула, Павліна, Пауліна) — мц.: лютого 10, червня 3 мала (лат.)
- Параскева (Параска) — мц.: березня 20, жовтня 28; прмц.: липня 26; прп.: жовтня 14 п'ятница, приготування (грец.)
- Пелагія (Пелагея) — мц.: травня 4, жовтня 7; прп.:жовтня 8; прав.: жовтня 8 морська (грец.)
- Перпетуя — мц.: лютого 1 вічна, та, що є завжди (лат.)
- Пилипія (Пилипина, Пиліппа) — див. Филипія
- Піама — прп.: березня 3 мати (єгип.)
- Платоніда — прп.: квітня 6 широка, плечиста, огрядна (грец.)
- Полактія — мц.: листопада 6
- Поліксенія — прп.: вересня 23 дуже гостинна, та, що приймає багатьох подорожніх (грец.)
- Поплія — мц.: жовтня 9 народна (лат.)
- Потамія — прмц.: серпня 7 річкова (грец.)
- Препедигна — мц.: серпня 11 превелебна (лат.)
- Прискилла (Пріска) — мц.: червня 7 старенька (лат.)
- Проскудія (Просдока) — мц.: жовтня 4 чекання (грец.)
- Пульхерія — прав.: вересня 10 прекрасна (грец.)

## Р
- Раїса — мц.: вересня 5 легка (грец.)
- Рипсимія — мц.: вересня 30 кидаюча (грец.)
- Руфина — мц.: вересня 2 рудувата (грец.)

## С
- Світлана — див. Фотина, Фотиния
- Севастіана — мц.: вересня 16 почести достойна (грец.)
- Серафима — мц.: липня 29 — полум'яна (д.-євр.)
- Сесілія (Сесіль) — див. Цицилія
- Ситклитикія (Синклитикія) — ми,.: жовтня 24; прп.: січня 5 сенаторша (грец.)
- Сира — мц.: серпня 24
- Снавдулія (Яздундокта) — прав.: листопада 3
- Соломонія — мц-: серпня 1 сумирна (д.-євр.)
- Сосанна (Сусанна) — мц.: серпня 11; прмц.: червня 6 біла лілея (д.-євр.)
- Сосипатра — прп.: листопада 9 яка рятує батька (грец.)
- Софія — прп.: червня 23; мц.: вересня 17, 18; прав.:березня 19 премудрість (грец.)
- Стефанида, Стефанія — мц.'. листопада 11 увінчана (грец.)
- Сюзен (Сюзі) — див. Сосанна

## Т
- Тавифа — прав.: жовтня 25 сарна (д.-євр.)
- Таїсія — прп.: жовтня 8; прав.: травня 10
- Тамара — прав.: травня 1 (груз., зд.-євр.: Фамар пальма, смоківниця)
- Текля — див. Фекла
- Текуса — мц.: травня 18, листопада 6 народжуюча (грец.)
- Теофанія — див. Феофанія
- Тетяна (Татіана, Таня) — мц.: січня 12, липня 4
- Томаїда (Тома) — див. Фомаїда
- Трифена — мц.: січня 31- та, що живе в розкошах (грец.)

## У
- Уїрко — мц.: березня 26
- Улита — мц.: липня 15, 31 пестливе до Юлія

## Ф
- Фавста (Фауста, Фаустина) — мц.: лютого 6 щаслива (лат.)
- Фаїна — мц.: травня 18 світла, осяйна (грец.)
- Февронія — прп.: червня 25; прмц.: червня 25;блгв. кн.: червня 23
- Фейз (англ.) — див. Віра
- Фекла (Текла) — мц.: червня 9, серпня 19, вересня 24, листопада 20; прмц.'. червня 6 досконала (євр.); надія (арам.); Божа слава (грец.)
- Феодора — блгв. кн.: червня 23; мц.: березня 10,квітня 16, травня 27; прп.'. квітня 5, вересня 11, грудня 30; прав.: лютого 11, листопада 14 Божий дар (грец.)
- Феодосія — мц.'. березня 20, квітня 3, травня 29; прп.'.червня 23 Богом дана (грец.)
- Феодотія-мц.: січня 31, червня 4, 29, вересня 17, жовтня 22, грудня 22; прп.'. листопада 1 — Богомдана (грец.)
- Феодулія — мц.: лютого 5; прп.: вересня 25 Божа раба (грец.)
- Феозва — прав.: січня 10
- Феоктиста — мц.: січня 31; прп.: листопада 9 Боже творіння (грец.)
- Феоніла — мц.: жовтня 29
- Феопистія — мц.: вересня 20 Богу вірна (грец.)
- Феофанія — прав.: грудня 16 Богоявлення (грец.)
- Феофила — мц,.: грудня 28 Боголюбива (грец.)
- Фервуфа — мц.: квітня 4
- Фессалонікия — мц.: листопада 7 из Фессалонік (грец.)
- Фива — прав.: вересня 3 світла (грец.)
- Фивея — мц. вересня 5
- Филипія (Філіппа, Філіпіна) — мц.: квітня 21 яка любить коней (грец.)
- Филікитата (Филіцитата) — мц.: лютого 1 ощасливлена (лат.)
- Филіцата — мц.: січня 25 щастя (лат.)
- Филоніла — мц.: жовтня 11
- Филофея — мц.: листопада 24 боголюбива (грец.)
- Фомаїда — мц.: квітня 13
- Фотида — мц.: березня 20 світло (грец.)
- Фотина (Світлана) — мц.: березня 20 світла (грец.)
- Фотинія (Світлана) — прп.: лютого 13 світла (грец.)
- Фото — мц.: березня 20 світло (грец.)
- Фрося — див. Єфросинія

## Х
- Хариєса — мц.: березня 10, квітня 16 мила, приваблива (грец.)
- Харита — мц.: червня 1 витонченість, краса, привабливість (грец.)
- Харитина — мц.: жовтня 5; прп.: жовтня 5 благодатна (грец.)
- Хионія — мц.: квітня 16, липня 16 снігова (грец.)
- Хриса (Злата) — вмц.: жовтня 13, 18 золота (грец.; болг.)
- Хрисія — мц.: січня 30 золота (грец.)
- Христина (Христя, Христинка, англ. Крістіна, Крістін / Christina, Christin) — мц.: лютого 6, березня 13, травня 18, липня 24; 6лгв. кн.: червня 23 Христова, християнка (грец.)
- Христодула — мц.: вересня 4 Христова раба (грец.)

## Ц
- Цецилія — див. Кикилія

## Ш
- Шушаніка — мц.: серпня 28 (груз.)

## Ю
- Юліанія — мц.: березня 4, 20, червня 22, 23, серпня 17, листопада 1, грудня 4, 21; прав.: січня 2, червня 2, 23, липня 6, вересня 28, грудня 21 Юліанова (грец.)
- Юлія — мц.: травня 18, липня 16 кучерява (грец.)
- Юнія — рівноап.: травня 17
- Юстина — мц.: жовтня 2 Юстова (грец.)

## Я
- Яніна (гр.) — див. Іоанна
- Яздундокта — див. Снавдулія
- Ярина

## Джерело
- Православний погляд - Імена жіночі